# Slaget vid Vänern
Slaget vid Vänern stod mellan den norska armén under kung Harald Hårdråde och den svenska armén under befäl av den norske jarlen och rebelledaren Håkon Ivarsson vid Vänern i 1063 eller 1064. Slaget slutade med en norsk seger.